# Gjallarbrú
Gjallarbrú (literalmente "Ponte Gjöll") é uma ponte na mitologia nórdica que atravessa o Rio Gjöll no submundo. Deve ser atravessado para chegar à Hel.
De acordo com Gylfaginning, é descrita como uma ponte coberta, "coberta com ouro brilhante". Aparece com mais destaque na história de Baldr, especificamente quando Hermód é enviado para recuperar o deus caído da terra dos mortos. Quando Hermód chega à ponte, é desafiado pela donzela gigante Módgud, que exige que ele declare o seu nome e empresa antes de permitir que ele passe. 